# 小田切昌純
小田切 昌純（おだぎり まさずみ）は、江戸時代中期の武士。徳川氏家臣。

## 経歴・人物
元禄15年6月28日（1702年7月22日）10歳の時、徳川綱吉に拝謁する。宝永6年4月6日（1709年5月15日）大番に列し、享保4年10月26日（1719年12月7日）番を辞す。